# Цимбора Юрій
Цимбора Юрій (1919, Свидник — 1989, Пряшів) — диригент і композитор популярних пісень на фольклорній базі, родом з Пряшівщини.

## Життєпис
Закінчив греко-католицьку учительську семінарію в Пряшеві, працював учителем у початкових і середніх школах, а після вивчення хорового співу і диригування в Братиславі, з 1958 року — мистецький керівник Піддуклянського Українського Народного Ансамблю (ПУНА).
Був добрим знавцем русинського фольклору і народних пісень, які записував.

## Творчість
В обробці Цимбори понад 300 народних пісень південної Лемківщини. Цимбора — співавтор збірки «Українські народні пісні Пряшівського краю» (ч. 1, 1958), автор «Українські народні пісні Східної Словаччини» (ч. 2, 1963); зб. «Заспіваймо собі двома голосами» (1974), «Мелодії серця» (1981) та інших.

## Пам'ять
27 вересня 2016 р. в Піддукляньскій Бібліотеці у Свиднику відбулася презентація книжки «Юрко Цимбора» етнографа, культурного і суспільного діяча Янки Калиняка, присвяченої Юрію Цимборі.